# Hungria nos Jogos Olímpicos de Verão de 1980
A Hungria competiu nos Jogos Olímpicos de Verão de 1980, realizados em Moscou, União Soviética.